# Convento (Donghi)
Convento è un dipinto di Antonio Donghi. Eseguito verso il 1928, appartiene alle collezioni d'arte della Fondazione Cariplo.

## Descrizione
Una delle numerose vedute del Palatino realizzate da Donghi sul finire degli anni venti, questa immagine del convento della chiesa di San Bonaventura al Palatino non concede nulla al gusto della rovina o del pittoresco, ma colpisce per il richiamo ai modi di Piero della Francesca e per l'effetto di straniamento creato dalla prospettiva.

## Storia
Il dipinto venne esposto nel 1928 alla XVI Biennale di Venezia; in quell'occasione fu acquistato, su suggerimento di Ugo Ojetti, da Giuseppe Volpi per conto del Credito industriale di Venezia e del Rio de la Plata. Confluì quindi nel patrimonio dell'Istituto Bancario Italiano e da lì, nel 1991, in quello della Fondazione Cariplo.